# لانتانا رشيقة
لانتانا رشيقة (الاسم العلمي: Lantana gracilis) هي نوع نباتي يتبع جنس اللانتانا من فصيلة اللويزية.